# Ospedale di Sant'Antonio abate (Vicenza)

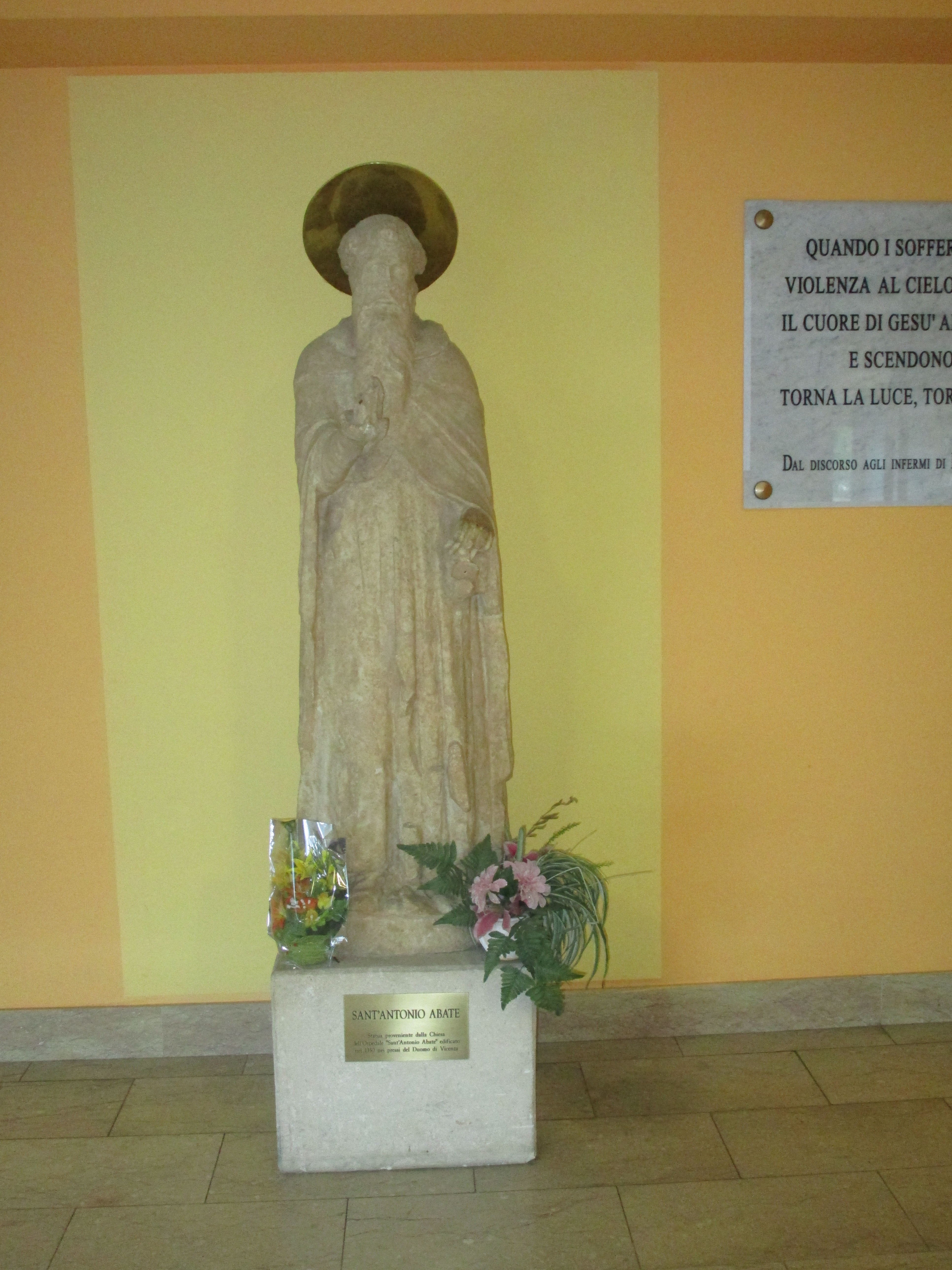
Statua di sant'Antonio proveniente dall'antica chiesa dell'ospedale di Sant'Antonio Abate, oggi conservata all'interno dell'ospedale San Bortolo di Vicenza.

L'ospedale di Sant'Antonio abate era un antico ospitale di Vicenza, prospiciente alla piazza del Duomo, che funzionò dalla metà del XIV alla metà del XVIII secolo. Nel suo sito è stato in seguito edificato il Palazzo delle Opere sociali.

## Storia
Verso la metà del XIV secolo, al tempo in cui era sotto la dominazione scaligera, la città di Vicenza fu messa in ginocchio da due grandi calamità: la peste del 1348, che aveva spopolato l'Europa, e un terribile terremoto. Una risposta a questo grave disagio sociale la volle dare il cavaliere tedesco Alberto figlio di Otto di Billanth, conestabile, cioè comandante delle milizie mercenarie e preposto alle questioni belliche per conto dei fratelli veronesi Cansignorio e Paolo Alboino della Scala.
Nell'anno 1350 Alberto di Billanth anzitutto mise a disposizione una casa di sua proprietà, contigua al campanile della cattedrale, la fornì di letti e di tutto il necessario per l'ospitalità e il ricovero di pellegrini, di infermi, di mendicanti e di altre persone indigenti; subito dopo iniziò la costruzione di una chiesa dedicata a sant'Antonio abate. Le reliquie di questo santo orientale erano state traslate in Francia durante l'Alto Medioevo, a Vienne nel Delfinato  era stato costruito un grande santuario in onore del santo e la sua fama come taumaturgo si era rapidamente sparsa in tutta Europa; era addirittura sorto un ordine cavalleresco che portava il suo nome.
Del donatore si sa che la sua generosità non si fermò qui: a partire dal 1350, vari documenti parlano di una serie di acquisizioni di case e di terreni contigui alla domus hospitalis in sindacaria de domo per aumentare la disponibilità dell'ospizio e costruire sul lato sud una cappella, che sarebbe stata dedicata a San Gottardo. Per fare questo attinse a più riprese al suo consistente patrimonio e quando morì, senza eredi, lasciò tutto quanto restava all'ospitale. Forse per garantirsi una ricompensa dell'aldilà, fece nominare due cappellani nelle chiese dell'ospitale, ai quali assegnò delle rendite per la celebrazione di messe in suffragio. Anche con i canonici del capitolo della cattedrale stabilì delle convenzioni per la celebrazione di servizi religiosi; dopo avere riservato a sé e alla moglie Aquilina il giuspatronato della chiesa e dell'ospitale, fu sepolto insieme con lei in un'arca murata sopra l'altar maggiore.
La chiesa - dedicata a santa Maria, sant'Antonio Abbate, san Giorgio martire e san Gottardo - fu costruita nei pressi della torre campanaria, con il lato sinistro parallelo a quello della cattedrale e la facciata - probabilmente dello stesso stile di quella di Santa Corona - rivolta verso la piazza del duomo, tra il 1350 e il 1364, probabilmente incorporando edifici preesistenti.
Sul fianco destro della chiesa di Sant'Antonio stava appoggiato l'ospitale, un insieme di edifici preesistenti ai quali si accedeva passando sotto a un lungo portico ad arcate. Dopo di questo, un semplice ingresso ad arco immetteva nell'oratorio di San Gottardo - in seguito chiamato anche di Sant'Antonio nuovo, per distinguerlo dalla chiesa più grande - probabilmente voluto dal Billanth per una particolare devozione a questo santo popolare nei paesi di lingua tedesca. I due centri di culto,  accomunati dai nomi dei quattro santi titolari, vennero presto considerati come facenti parte di un unico centro devozionale al servizio dell'attività caritativa svolta dall'ospitale.
Il Billanth, che con il giuspatronato aveva la responsabilità generale della nuova istituzione, volle coinvolgere anche altre persone, come un sindaco e dei servitori dipendenti ma, in particolare, ne affidò la gestione ad una fraglia, detta dei battuti di Sant'Antonio, Santa Maria e San Giorgio. Questa fraglia, composta da qualche decina di uomini in genere appartenenti a un ceto sociale medio basso, nel 1520 divenne la confraternita detta anche dei Negroni - perché i suoi membri indossavano la cappa nera - che, oltre alla gestione dell'ospedale si assunse anche il compito di accompagnare e confortare i condannati al patibolo e curarne la sepoltura.
L'ospitale acquisì presto una notevole fama, confermata da parecchi documenti del secolo XIV, anche per i "molti strepitosi miracoli" dovuti all'intercessione di Sant'Antonio, che attirarono uno straordinario numero di donazioni le quali, oltre ad essere destinate ai poveri, si tradussero anche in preziose espressioni artistiche. Oltre alla cinquecentesca statua di Sant'Antonio, conservata all'interno dell'Ospedale San Bortolo, si cita una pittura dello stesso santo eseguita nel 1383 e ritrovata nel 1812 nel palazzo comunale. Nei registri dell'ospitale, dal 1377 al 1741, si trovano oltre 250 tra donazioni e lasciti testamentari, che assicurarono nei secoli il suo funzionamento. Solo nel 1437, però, l'ospedale ottenne la sua solenne costituzione e approvazione da parte del papa Eugenio IV, il veneziano Gabriele Condulmer che certamente l'aveva conosciuto durante il suo breve periodo di permanenza a Vicenza come vescovo.
Diversa era la tipologia degli assistiti, inabili e infermi, e quindi il tipo di assistenza che andava dal soccorso agli ammalati alla semplice ospitalità; ad esempio in due case, che si aprivano nella viuzza dietro dell'ospedale, trovavano ricovero per la notte, in una i "cercanti" che durante la giornata praticavano l'accattonaggio, nell'altra povere donne spesso anziane senza famiglia. Nel corso del tempo furono sempre più necessari interventi di manutenzione e ristrutturazione, dall'ampliamento per far fronte alle esigenze sempre maggiori, alle riparazioni per eliminare gli effetti devastanti dell'umidità, al riscaldamento per l'inverno.
Già durante il Quattrocento l'organo di gestione dell'ospedale - detto la "banca" come nelle altre fraglie - divenne sempre più consapevole delle esigenze di cura dei malati, e nominò un medico, un cerusico e uno speziale stipendiati; nel Cinquecento, quello di sant'Antonio era ormai il primo e il più importante tra gli ospedali cittadini.
Alla fine del secolo, però, sia la chiesa che l'ospedale avevano bisogno di notevoli riparazioni e gli interventi tampone non erano più sufficienti su edifici che risentivano del peso degli anni; i letti e gli arredi erano ridotti in uno stato tale da non poter quasi più essere adoperati. Durante il XVII secolo questa situazione peggiorò ancora, aggravata ulteriormente dagli eventi che colpirono città e contado, come le carestie e la peste del 1630. Nello stesso tempo le richieste aumentavano e dai 30-40 poveri si arrivò ad accoglierne fino a 100; la mortalità era altissima e non c'era neppure più spazio per le tumulazioni, che fino a quell'epoca avvenivano sotto al portico.
Seguirono anni difficili e furono a più riprese effettuati nuovi interventi, ma sempre insufficienti (nel 1723 si costruirono addirittura due ponti, uno per gli uomini e l'altro per le donne, per passare dall'ospedale alle case di fronte dove si ampliarono i locali dell'infermeria). Le continue richieste di finanziamento da parte dei responsabili dell'ospedale crearono tensioni e conflitti con l'amministrazione comunale, provocando continui ricorsi davanti al senato veneziano;  di conseguenza, dal 1738 l'ospedale perse la propria autonomia e, come tutti gli altri Luoghi Pii,  fu assoggettato al controllo dei revisori comunali.

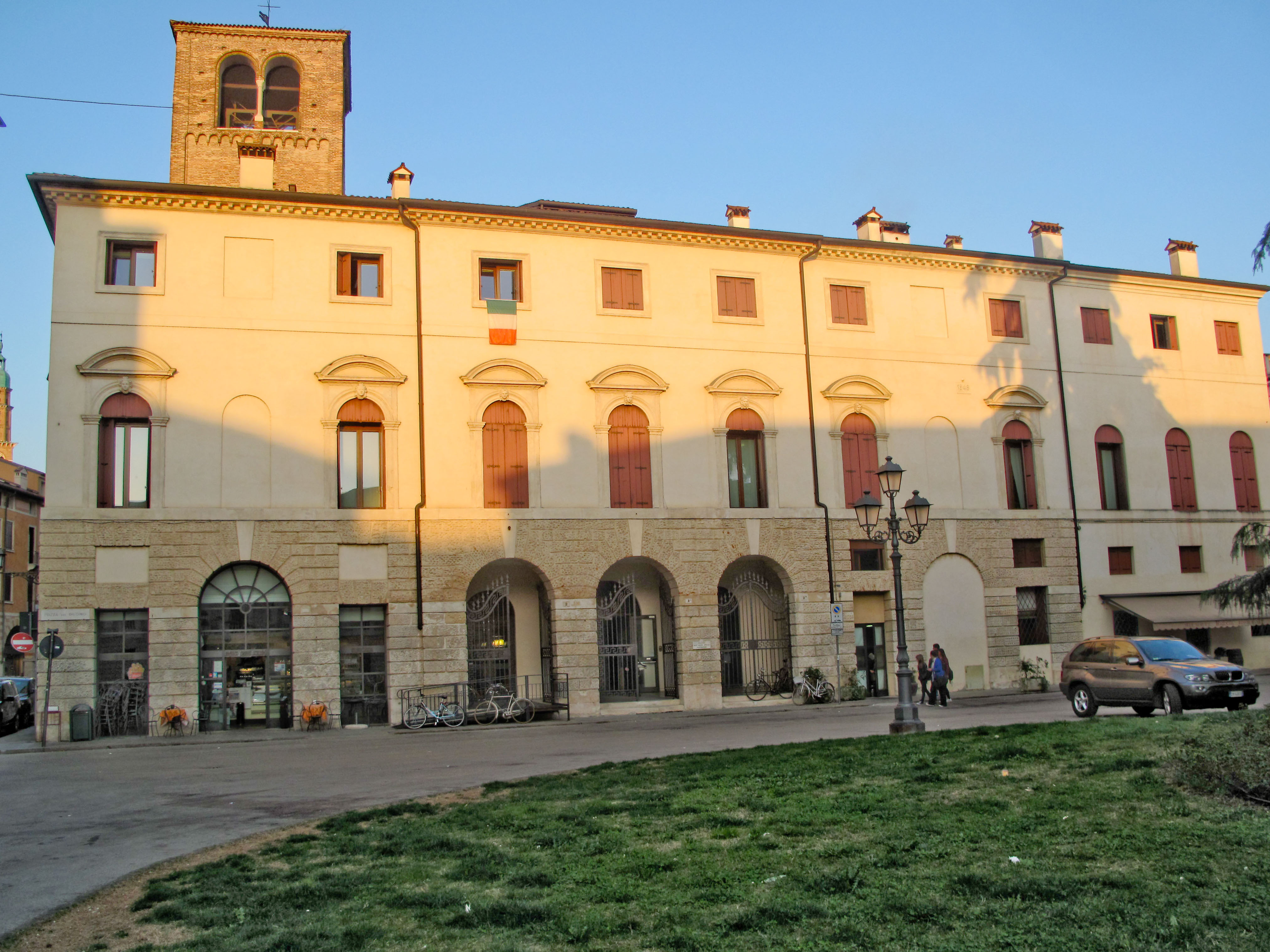
Palazzo delle Opere sociali

La situazione economica però era così dissestata che cominciò a farsi strada il progetto della fusione e della concentrazione di tutti gli ospedali della città in un Ospedale Grande degli Infermi e dei Poveri, com'era avvenuto in quegli anni a Milano; nel novembre del 1772 il senato veneziano approvò tale fusione e gli ospedali - oltre a quello di Sant'Antonio anche quelli di San Lazzaro, dei santi Pietro e Paolo, dei santi Ambrogio e Bellino, di San Bovo e quelli della Pia Opera di Carità - furono trasferiti negli edifici dell'ex monastero di San Bartolomeo dove l'anno prima era stata soppressa la Congregazione dei Canonici Lateranensi.
Svuotato l'Ospedale di Sant'Antonio, il complesso degli edifici - comprese le due chiese - nel 1805 fu acquistato dalla Società del Casino Nuovo per i soci dell'alta borghesia; tre anni più tardi essi furono demoliti e, al loro posto, fu costruito il palazzo in stile neoclassico ancora esistente, che in seguito fu acquisito dalla diocesi di Vicenza e al quale è stato dato il nome di Palazzo delle Opere sociali cattoliche; sede di uffici diocesani e di associazioni cattoliche, viene utilizzato per mostre, conferenze, convegni e attività culturali; in primavera è sede di eventi del Festival biblico.